# 方酸
方酸，学名3,4-二羟基-3-环丁烯-1,2-二酮，是一种环丁烯的衍生物。

## 性质
白色粒状结晶粉末。分子中 C–C 键键长并不完全相等。具强酸性，其双负离子有如下共振结构，其中 C–O 和 C–O 键键长相等，负电荷可平均分布于所有氧原子上，对称性很强，因此具有良好的稳定性。
方酸可被溴或高锰酸钾氧化，与苯肼无反应。与三氯化铁水溶液产生深紫色。性质与羧酸相似，可与碱成盐，也可生成酰氯、混合酸酐、酯及酰胺。可作为酰化剂对富电子活化芳环进行酰化反应。与含活泼双键、活泼甲基的化合物反应，生成具特殊性能的新化合物。

## 制取
以1,1,2,2-四氟-3,3,4,4-四氯环丁烷或全氯-1,3-丁二烯为原料制取。 最早的制取方法是令1-氯-1,2,2-三氟乙烯与锌反应产生全氟环丁烯，接下来与乙醇反应转化为1,2-二乙氧基-3,3,4,4-四氟-1-环丁烯，最后水解，得方酸。

## 用途
用作合成有机光导体、液晶显示材料、激光书写记录材料及静电照相光受体材料的中间体。

## 另見
- 名稱獨特的化學物質列表